# 字元大型物件
在資料庫管理系統中，字元大型物件（英語：Character Large Object，縮寫為）是指字元資料的集合，它通常儲存在獨立的地方，並通過查表來取出。
CLOB跟二進位大型物件（Blob）最大的不同，在於它使用特定的字元編碼。
CLOB有長度上的限制，通常不能大於 2GB。
Oracle資料庫與 IBM DB2 系統提供了 CLOB的架構。其他主要的系統也支援這個概念中的某些形式。